# Nossa Senhora de Belém e São José
A Nossa Senhora de Belém e São José foi uma nau de linha de 54 peças da Marinha Portuguesa, lançada ao mar em Belém a 26 de Março 1766. Em 1769, a nau foi a capitânia de uma esquadra que evacuou e transportou a população de Mazagão após sofrer um cerco de três meses. A nau foi vendida em 1805 e desmanchada em 1808.

## Características

### Gerais
A nau possuia 50,29 ou 50,90 metros de comprimento, 12,19 ou 12,49 metros de boca e 7,92, 10,05 ou 10,36 metros de pontal.

### Armamento
A nau armava com 54 peças: 22 peças de calibre 18 na primeira bateria, 22 peças de calibre 12 na segunda bateria, 8 peças de calibre 6 na tolda e 2 peças de calibre 12 no castelo de proa.

### Tripulação
A tripulação da nau variou entre 418 homens em 1768 e 410 homens em 1770.

## História
A nau foi construída no Arsenal Real da Marinha de Belém, por Luís Isidoro de Gouveia, e lançada ao mar em 26 de Março de 1766.

## Destino
Em 1805, a nau foi vendida, e em 1808 a nau foi desmanchada.